# Мургх Мусаллам
Мургі Мусалам або Мурга Мусалам (означає ціла курка) — це муглайська їжа, яка створена на Індійському субконтиненті. Вся курка маринується протягом години, а потім заповнюється печеними яйцями, приготовленими зі спеціями, такими як шафран, кориця, гвоздика, мак, кардамон і перець чилі, і прикрашаються мигдалем та варком. Його готують або сухою, або з густою підливою, схожою на соус. В обох випадках курка є соковитою і ароматизованою завдяки приправам що в неї додають.

## Історія
Мурхам Мурлам буквально означає «ціла курка». Страва була популярною серед королівських родин Моголів в Аваді, тепер штат Уттар-Прадеш в Індії. Ще одне значення Мургі Мусалам означає добре зроблено. Ібн Баттута описав Мурга Мусаллам як улюблену страву Мухаммада бін Туґлака. Страву також подавали в Делійському султанаті.